# Tyrannoscelio genieri
Tyrannoscelio genieri är en stekelart som beskrevs av Lubomir Masner och Johnson 2007. Tyrannoscelio genieri ingår i släktet Tyrannoscelio och familjen Scelionidae. Inga underarter finns listade i Catalogue of Life.